# Skadesforsikring
En skadesforsikring (også skadeforsikring) er en forsikring mod skade på ting og personer. Skadesforsikringer udgør dermed den ene hovedtype forsikringer, hvor livsforsikringer udgør den anden.

## Typer af skadesforsikring
I nogle tilfælde kan skadesforsikringer være lovpligtige. I Danmark gælder det f.eks. ansvarsforsikringen på motorkøretøjer. De fleste ansvarsforsikringer er dog frivillige.
Skadesforsikringer kan opdeles i fire hovedgrupper: Bilforsikringer, erhvervsforsikringer, forsikringer knyttet til sygdom og ulykker, og øvrige private forsikringer, hvor familieforsikringer og husforsikringer er blandt de vigtigste undertyper i Danmark.

## Skades- og livsforsikringsselskaber
Skades- og livsforsikringsselskaber er ofte juridisk underlagt forskellig regulering, beskatning og regnskabsmæssige krav. Det skyldes, at livsforsikring og de dertil knyttede problemstillinger, som også dækker vigtige pensionsforhold, i deres natur er meget langsigtede. En livs- eller pensionsforsikring kan dække risiko over mange årtier. I modsætning hertil omfatter skadesforsikring normalt en kortere periode, eksempelvis et år. Livsforsikringsselskaber har dermed et væsentligt element af opsparing med tilhørende akkumulation af store formuer, som ikke er tilstede ved skadesforsikringer.
I Danmark må det samme enkelte forsikringsselskab ikke drive både livs- og skadesforsikringsvirksomhed. Der er dog intet i vejen for, at et skadesforsikringsselskab kan eje et livsselskab eller omvendt. Derfor udbyder flere store danske forsikringskoncerner begge typer forsikringer.

## Forretningsmodellen i skadesforsikringsvirksomhed
De store tals lov er essensen af skadesforsikringsvirksomhed. Typiske forsikringsbegivenheder som brand, tyveri, ulykker mv. finder sted med en nogenlunde konstant sandsynlighed. Derfor kan et forsikringsselskab, der påtager sig at forsikre sine kunder imod en bestemt begivenhed, på forhånd omtrentligt beregne, hvor mange penge de skadelidte skal have udbetalt årligt. Ud fra denne beregning kan man derpå fastsætte, hvor store forsikringspræmierne skal være, for at de tilsammen netop dækker skadeserstatningerne. En sådan forsikring, hvor de indbetalte præmier fra kunderne er lig med den forventede værdi af kundens udbetalte erstatning, kaldes en aktuarisk fair erstatning.
I praksis er sagen dog lidt mere kompliceret. For det første ligger skadeshyppigheden ikke helt fast. For eksempel kan vejret påvirke, hvor mange bilulykker mv., der finder sted i et år. For forsikringsselskabet er det derfor nødvendigt med en vis stødpude i form af egenkapital, der i forsikringssproget kaldes reserver. Denne kapital skal forrentes, for at forsikringsselskabets ejere skal være tilfredse. Derudover har selskabet en række driftsomkostninger til salg af forsikringer, opkrævning af præmier, administration samt syn og vurdering af skader og udbetaling af erstatninger. Til gengæld har selskabet udover de indbetalte præmier også indtægter i form af afkastet af selskabets finansielle aktiver. Disse omfatter udover reserverne også den del af præmiesummen, der endnu ikke er udbetalt i erstatninger. Da præmier normalt indbetales årligt ved begyndelsen af forsikringsperioden, mens erstatninger udbetales løbende over hele året, giver de årlige præmieindbetalinger anledning til et afkast svarende til ca. et halvt års forrentning.
Forsikringsselskabers rentabilitet af forsikringsdriften belyses ofte ved hjælp af nøgletallet combined ratio, der sætter summen af udbetalte erstatninger og selskabets administrationsomkostninger i et år i forhold til årets præmieindtægter. Er combined ratio eksempelvis 100 (procent), betyder det, at præmierne netop dækker driftsomkostninger og erstatninger, mens renteindtægterne ubeskåret tilfalder selskabet. Er combined ratio under 100, har forsikringsselskabet et forsikringsteknisk overskud: Er combined ratio over 100, må det anvende noget af renteafkastet, og måske endda noget af reserverne, til at dække udgifterne. Nøgletallet operating ratio måler udgifterne til erstatning og administration i forhold til summen af præmieindtægter og investeringsafkast og belyser således selskabernes rentabilitet af den samlede drift.
I nogle år vil combined ratio ligge over 100 på grund af dårligt vejr eller andre forhold, der udløser særligt store erstatninger. Disse erstatninger vil typisk udløse krav om større præmiebetalinger i de følgende år, sådan at combined ratio igen vil falde tilbage.
Skadesforsikringsselskaber har typisk en relativt begrænset balance i forhold til deres omsætning, når man sammenligner med andre typer finansiel virksomhed. Det skyldes, at der er tale om en finansiel tjenesteydelse, der modsat eksempelvis livsforsikringsselskaber ikke spiller nogen rolle i kapitalformidlingen (formidling mellem udbydere og efterspørgere af kapital, altså opsparere og lånere). Samtdiig udgør egenkapitalen en relativt stor del af balancen, normalt ca. halvdelen heraf, hvilket er betydeligt mere end andre finansielle virksomheder.

## Konkurrence i forsikringsverdenen
Forsikringsselskaber konkurrerer i sidste ende på størrelsen af præmien i forhold til en given type risiko. Der er stordriftsfordele knyttet til forsikring, fordi sikkerheden for, at man rammer den forventede skadeshyppighed som følge af de store tals lov stiger i takt med kundegrundlaget. Behovet for reserver stiger derfor ikke proportionalt med antallet af kunder, og den del af præmierne, der skal bidrage til at skaffe en konkurrencedygtig forrentning af egenkapitalen, bliver mindre i takt med stigningen i kundegrundlaget.
I Danmark er mindre skadesforsikringsselskaber typisk ejet af kunderne selv i form af en organisering som gensidige selskaber. Det giver dem en skattefordel: De kan indskyde deres kapital som reelt uforrentet andelskapital og til gengæld få er afkast i form af lavere forsikringsudgifter. Dette afkast er ubeskattet, modsat hvad tilfældet ville være, hvis de havde placeret kapitalen i mere traditionelle finansielle aktiver. Denne skattefordel kan således forklare disse selskabers konkurrencedygtighed på trods af stordriftsfordelene i branchen.